# Warda Al-Jazairia

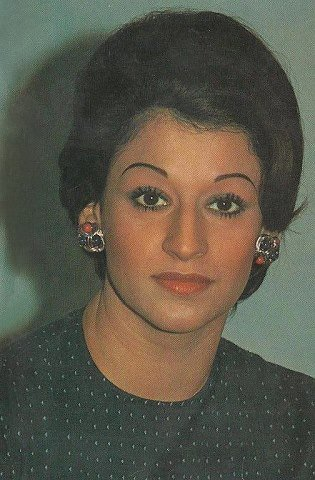
Warda Al-Jazairia in 1977

Warda Al-Jazairia (Arabisch: وردة الجزائرية; letterlijk: de Algerijnse roos), beter bekend als Warda (Puteaux, 22 juli 1939 – Caïro, 17 mei 2012), was een Algerijns zangeres en actrice. Ze is beroemd door haar Egyptische muziek en liedjes.  
Warda werd in Frankrijk geboren uit Libanees-Algerijnse ouders. Ze werd al snel beroemd in Algerije, maar toen ze in 1962 trouwde, mocht ze van haar man niet meer zingen. Tien jaar later ging ze dit toch weer doen na een verzoek van Houari Boumédienne, de president van het land. Om de vrijheid te vieren trad ze op met een Egyptisch orkest. Ze had hiermee buitengewoon veel succes, maar het leidde tot een echtscheiding en ze besloot verder te gaan in de muziek.
Ze verhuisde naar Egypte, waar ze trouwde met componist Baligh Hamdi en een grootheid werd in de Arabische muziek. Ook speelde ze mee in enkele films.
Al-Jazairia overleed na een hartaanval.